# Flatafjall
Flatafjall är ett berg i republiken Island. Det ligger i regionen Austurland, 400 km öster om huvudstaden Reykjavík.
Trakten runt Flatafjall är nära nog obefolkad, med mindre än två invånare per kvadratkilometer. Närmaste större samhälle är Reyðarfjörður, omkring 13 kilometer nordväst om Flatafjall. Trakten runt Flatafjall består i huvudsak av gräsmarker.